# Острівщанський заказник
Острівщанський — ентомологічний заказник місцевого значення. Об'єкт розташований на території Близнюківської селищної територіальної громади Лозівського району Харківської області, поблизу с. Надеждине.
Площа — 5 га, статус отриманий у 1984 році.
Охороняється ділянка природної лучної, водно-болотної та степової рослинності у балці Бритай з пересихаючим стумком. Тут виявлено декілька рідкісних видів комах — махаон (Червона книга України до 2021), богомол звичайний, мереживниця Галатея, а також запилювачів сільськогосподарських культур: джмелі польовий, кам'яний, земляний.